# Massariothea scotica
Massariothea scotica är en svampart som beskrevs av B. Sutton & Rizwi 1980. Massariothea scotica ingår i släktet Massariothea, divisionen sporsäcksvampar och riket svampar.   Inga underarter finns listade i Catalogue of Life.